# Anthophorula robustula
Anthophorula robustula är en biart som först beskrevs av Timberlake 1980.  Anthophorula robustula ingår i släktet Anthophorula och familjen långtungebin. Inga underarter finns listade i Catalogue of Life.